# FK Volov Sjoemen
FK Volov Sjoemen (Bulgaars: ФК Волов 1929 Шумен) is een Bulgaarse voetbalclub uit Sjoemen.

## Geschiedenis
Voor de Tweede Wereldoorlog waren er meerdere clubs in Sjoemen, zoals Sokol, opgericht in 1925. En later Chan Omoertag en Panajot Volov. 
CHan Omoertag nam in 1929 voor het eerst deel aan het Bulgaars landskampioenschap dat toen nog in een bekervorm werd beslecht, in de eerste ronde werd de club met 5-0 verslagen. Het volgende seizoen werd de tweede ronde bereikt maar daarin verloor de club van Vladislav Varna. Ook de volgende twee seizoenen kon de club geen potten breken en bleef weg van het kampioenschap in 1932/33. In 1933/34 was Vladislav opnieuw de boosdoener.
Panajot Volov nam in 1935 deel en bereikte de halve finale, waarin ze verloren van Sportklub Sofia. De volgende twee seizoenen werd de club in de eerste ronde uitgeschakeld. Dan was het lange tijd stil voor het voetbal in de stad en nadat de competitie meer vorm kreeg speelde de club niet meer op het hoogste niveau.
Tussen 1950 en 1965 heette de stad Sjoemen Kolarovgad. Er werden in 1949 zoals in vele Bulgaarse steden nieuwe clubs opgericht. Stroitel, Spartak, Oedarnik, DNA en Lokomotiv speelden allen enkele seizoenen in de tweede klasse. In 1957 werden deze clubs verenigd in Volov Kolarovgrad. In 1958 werd de naam gewijzigd in Panajot Volov Kolarovgrad. In 1961 degradeerde de club uit de tweede klasse, maar kon na één seizoen terugkeren. 
In 1972 promoveerde de club naar de hoogste klasse maar werd daar laatste. De volgende terugkeer was er in 1983/84, de club heette intussen FC Sjoemen. Ondanks een 11de plaats op 16 degradeerde de club opnieuw. In 1993 promoveerde de club opnieuw en werd dit keer vierde wat meteen ook Europees voetbal opleverde. Twee seizoenen later was de club echter weer bij af en degradeerde.
Sjoemen promoveerde opnieuw in 1998 en eindigde op een degradatieplaats maar werd gered door een omkoopschandaal waardoor een andere club degradeerde. Het was echter uitstel van executie en het volgende seizoen werd de club eenzaam laatste.
Tijdens seizoen 2000/01 trok de club zich na dertien wedstrijden terug uit de competitie en fusioneerde daarna met Yunak Sjoemen om zo Sjoemen 2001 te vormen. De club werd twee keer op rij tweede in de derde klasse en promoveerde in 2003. In de tweede klasse eindigde de club in de middenmoot.
In 2014 werd de club opgeheven en was enkel nog actief in jeugdvoetbal. In juli 2018 werd opnieuw met een eerste elftal begonnen onder de naam Volov Sjoemen. De club deed een aanvraag om te mogen starten in de Treta Liga, de derde klasse en werd geaccepteerd. De club werd laatste en degradeerde meteen. In 2021 promoveerde de club. In 2024 fuseerde de club met Sjoemen 2007 tot Volov Sjoemen 2007.

## Erelijst
V Grupa Noord-Oost
Kampioen in 2012

## In Europa
- 1R = eerste ronde

Uitslagen vanuit gezichtspunt FK Volov Sjoemen
| Seizoen | Competitie | Ronde | Land            | Club                 | Totaalscore | 1e W    | 2e W    | PUC |
| ------- | ---------- | ----- | --------------- | -------------------- | ----------- | ------- | ------- | --- |
| 1994/95 | UEFA Cup   | 1R    | Vlag van Cyprus | Anorthosis Famagusta | 1-4         | 0-2 (U) | 1-2 (T) | 0.0 |

Zie ook
- Deelnemers UEFA-toernooien Bulgarije
- Ranglijst van alle clubs die in de diverse Europa Cups zijn uitgekomen